# Phyllis Gummer
Phyllis Mary Gummer (* 12. März 1919 in Kingston (Ontario); † 2005) war eine kanadische Komponistin von E-Musik.

## Leben
Phyllis Gummer studierte zuerst an der Queen’s University in Kingston, an der ihr Vater Dozent für Mathematik war. Während dieser Studienzeit erhielt Phyllis Gummer 1940 von der CPRS, der kanadischen Verwertungsgesellschaft, den ersten Preis für ihre Klaviersonate und das Lied „Requiescat“ in deren jährlichem Kompositionswettbewerb für kanadische Komponisten unter 22 Jahren.
Nach dem Bachelor of Arts an der Queen’s University studierte Phyllis Gummer Komposition unter Healey Willan und Violine unter Harold Sumberg am Toronto Conservatory und schloss dies mit dem Bachelor of Music ab. Während ihrer Zeit in Toronto gehörte sie zu einem erlesenen Kreis von Komponisten:

„[Beside John Weinzweig and Louis Applebaum] the circle of communication included Godfrey Ridout, Barbara Pentland, Leonard Basham, Phyllis Gummer, and Eldon Rathburn.“

In dieser Zeit trat sie ebenfalls verstärkt bei Konzerten in Kanada sowohl an der Violine, als auch als Pianistin, Violistin oder Organistin auf. 1942 erhielt sie ein 3-jähriges Stipendium für die Juilliard Graduate School of Music in New York.
Die frühen Kompositionen von Phyllis Gummer erhielten stets Beachtung und hohe Wertschätzung durch die Kritik. Neben dem CPRS-Kompositionspreis erfuhren ihre Werke bei verschiedenen Konzerten Anerkennung beim Publikum. So schrieb ein Kritiker der Zeitschrift „Canadian Review of Music and Arts“ zu einem Konzert ihrer Werke am 28. Februar 1942 in der Conservatory Hall in Toronto:

„I am inclined to think that one work above the others fulfilled more completely every demand that one might make of a composition, and that was the song „The journey“. Here Christina Rosetti's words were wedded most exquisitely to a fine melodic line of grace and loveliness in its own right, and these were bound the more indissolubly by the happiest of accompaniments. In all her works Miss Gummer showed herself to be possessed of real musically creative thought, an capable of producing a fine harmonic texture of great delicacy an strength.“

Ab dem Jahr 1944 arbeitet Phyllis Gummer beim National Film Board of Canada in einer Gruppe vom Komponisten:

„The music and sound team that Louis [Applebaum] led included Maurice Blackburn, Eldon Rathburn, Phyllis Gummer and Robert Fleming – a splendid collection of fine composers who were to be his lifetime friends.“

Über das Leben und Werk von Phyllis Gummer nach 1945 ist so gut wie nichts bekannt, aber es scheint, dass sie mit der Musikszene verknüpft blieb.
Der musikalische Nachlass von Phyllis Gummer ist im Privatarchiv Tobias Bröker verwahrt.

## Kompositionen

### Klavierwerke
- Sonata für Klavier (1937)
- Nine bagatelles, für Klavier op.1 (1937)
- March, für Klavier (1938)
- Prelude zu „O love, who formedst me to wear“, für Orgel (1939)
- Prelude zu „Hail the day that sees him rise“, für Orgel (1939)
- Prelude für Klavier (1941)
- Night song, für Klavier (1941)
- Sonatina für Klavier (1942)

### Duos
- Scherzo für Violine und Klavier (1937)
- Fantasy für Klarinette und Klavier (1939)
- Romance für Klarinette und Klavier (1939)
- 3 Bagatelles, für Flöte und Klavier in A (1939)
- Allegro für Violine und Klavier(1940)
- Flute sonata, für Flöte und Klavier
- Sonata für Cello und Klavier
- Sonata für Violine und Klavier
- Air and variations, für Flöte und Klavier

### Trios
- Piano trio, für Klavier, Violine und Cello (auch „Fantasy trio“) (1940, überarb. 1960)
- Suite for string trio, für Violine, Viola und Cello (1942)
- Exercise, für 3 Celli
- Trio für Flöte, Violine und Viola

### Quartette
- Scherzo für Streichquartett (1939)
- Romance für Streichquartett (1939)
- Streichquartett Nr. 1 (1941)
- A bagatelle, für Streichquartett (1941)
- Piece, für Streichquartett (1956)
- Streichquartett in E-Moll (1962)
- 4 bagatelles, für Streichquartett
- Streichquartett Nr. 2
- Streichquartett Nr. 4

### Vokalwerke
- dutzende Lieder, darunter:
- Requiescat, für Stimme und Klavier (nach Worten von Oscar Wilde) (1937, CAPAC prize 1940)
- The journey, für Stimme und Klavier (nach Worten von Christina Rossetti) (1938)
- Werke für Chor
- verschiedenen Motetten

### Filmografie
- 1945: „Early start“
- 1945: „Soil for tomorrow“